# Новоалександровка (Благоварський район)
Новоалекса́ндровка (рос. Новоалександровка, башк. Яңы Александровка) — село у складі Благоварського району Башкортостану, Росія. Входить до складу Благоварської сільської ради.
Населення — 217 осіб (2010; 206 в 2002).
Національний склад:
- росіяни — 72 %